# Fiebrigella lagunae
Fiebrigella lagunae är en tvåvingeart som först beskrevs av Becker 1908.  Fiebrigella lagunae ingår i släktet Fiebrigella och familjen fritflugor.
Artens utbredningsområde är Kanarieöarna. Inga underarter finns listade i Catalogue of Life.